# ميريام شتاين
ميريام شتاين هي ممثلة سويسرية، ولدت في 10 مايو 1988 بفيينا في النمسا. من الجوائز التي نالتها جائزة رومي ‏ سنة 2014.

## جوائز
- جائزة رومي [الإنجليزية]‏ (2014)

## وصلات خارجية
- ميريام شتاين على موقع IMDb (الإنجليزية)
- ميريام شتاين على موقع ميتاكريتيك (الإنجليزية)
- ميريام شتاين على موقع روتن توميتوز (الإنجليزية)
- ميريام شتاين على موقع مونزينجر (الألمانية)
- ميريام شتاين على موقع ألو سيني (الفرنسية)
- ميريام شتاين على موقع أول موفي (الإنجليزية)
- ميريام شتاين على موقع قاعدة بيانات الفيلم (الإنجليزية)
- ميريام شتاين على موقع ليتربوكسد (الإنجليزية)
- ميريام شتاين على موقع كينوبويسك (الروسية)